# 용황초등학교
용황초등학교는 대한민국 경상북도 경주시에 있는 공립 초등학교이다.

## 학교 연혁
- 2001년 3월 1일: 개교

## 용강동 원지 유적
경주시 북천 북쪽지역인 황성동, 용강동 일대에 용황초등학교를 새로 짓기 위하여 조사하던 중 발견된 유적이다.
연못터(840평)와 호안석축렬, 인위적으로 만든 섬 2곳, 건물이 있던 자리 2곳, 다리시설, 도로배수시설로 추정되는 구조물이 확인되었다. 통일신라시대의 정원터로 추정되는 중요한 유적이다.
1999년 12월 29일 대한민국의 사적 제419호로 지정되었다.

## 참고 자료
- 용황초등학교 - 한국교육학술정보원 학교알리미